# João de Epidamno
João (em latim: Ioannes) foi um oficial bizantino do século VI, ativo sob o imperador Justiniano (r. 527–565). Era nativo de Epidamno. Em 533, recebeu comando dos infantes, talvez como mestre dos soldados vacante, enviados pelo general Belisário na expedição contra os vândalos. Talvez pode ser identificado com o homônimo enviado por Belisário em 544 com seu próprio regimento de infantaria para ocupar Cesareia na Mauritânia. Permaneceu no comando da infantaria na África até sua morte, em decorrência de uma doença, talvez em 536, quando Domnico foi enviado para sucedê-lo.